# Catharina Köhler
Catharina Elisabet Köhler, född 22 maj 1944 i Gustafs i Dalarna, död 15 juni 2016 i Stockholm var en svensk målare.
Hon var dotter till plåtslagaren Heinz Köhler och Berit Olofsson och var från 1967 gift med Bengt Collmar. Köhler studerade först vid Arbetarnas bildningsförbunds målarskola 1963–64 och fortsatte därefter sina konststudier vid Konsthögskolan i Stockholm 1964–69.
Catharina Köhler debuterade i en utställning på Färg och Form i Stockholm 1968 och ställde därefter ut separat och i samlingsutställningar på ett flertal platser, bland annat på Thielska galleriet 1987 och 2000, Konstakademien i Stockholm 1994, Norrköpings konstmuseum 1996, Umeå bildmuseum 1997 och Galleri Victoria i Göteborg. Tillsammans med konstnärsgruppen Transcendentalisterna ställde hon ut på Upper Street Gallery i London.
Bland henne offentliga utsmyckningar märks Gravkapellet på Stureby sjukhus och fångvårdsanstalten Hall. Köhler är representerad med målningar på Moderna museet i Stockholm, Norrköpings konstmuseum, Statens konstråd, Stockholms läns landsting och i ett flertal kommuner.  
Catharina Köhler avled 2016 och är gravsatt i minneslunden vid Skogskyrkogården i Stockholm.